# بلسوار بن مالک بن مسافر
بلسوار بن مالک بن مسافر برادرزادهٔ محمد بن مسافر و از سرداران بزرگ و مهم لشکری بن مردی در زمان حمله به آذربایجان بود.

## اصل و نسب و خانواده
بلسوار (پیلسوار) فردی از خاندان سلاریان بود‌. پدر او، «مالک» (مالک بن مسافر) نام داشت. مالک، برادر محمد بن مسافر بود. بدین‌ترتیب، بلسوار برادرزادهٔ محمد بن مسافر محسوب می‌شد. محمد بن مسافر سه پسر به اسامی صعلوک، وهسودان و مرزبان داشت که طبعاً پسرعموهای بلسوار به حساب می‌آیند.
بلسوار همچنین برادری به نام «مهدی» داشت که به «سیاه‌چشم» مشهور بود. پس از اینکه محمد بن مسافر الموت را تصرف کرد، مهدی را بر آن قلعه گماشت؛ ولی مهدی در حملهٔ اسفار شیرویه کشته شد.

## زندگی‌نامه

### حمله لشکری بن مردی به آذربایجان
در سال ۳۲۶ لشکری بن مردی به آذربایجان حمله کرده و حاکم مستقل آن ناحیه، یعنی دیسم بن ابراهیم کردی را شکست داد. دیسم پس از چند شکست متوالی،  پس از سقوط اردبیل، از ارس عبور کرده و منطقه را به قصد ری ترک کرد. در آنجا به درگاه وشمگیر رجوع کرده و در خصوص لشکری بن مردی به وی شکایت کرد. از آنجا که لشکری برای حمله به آذربایجان از وشمگیر کسب اجازه نکرده بود، او نیز از این تحولات ناراضی بود. لذا آن دو توافق کردند که دیسم به آل زیار خراج سالانه‌ای معادل صدهزار دینار بپردازد و خطبه را به نام وشمگیر کند؛ متقابلاً وشمگیر ۱۰٬۰۰۰ سوار را برای بازپس‌گیری آذربایجان در اختیار دیسم بگذارد.
لشکری وقتی از این واقعه آگاه شد، بلسوار را به قصد عذرخواهی نزد وشمگیر فرستاد؛ اما وشمگیر عذر او را نپذیرفت. به نوشتهٔ تاریخ جامع ایران، حضور بلسوار بعنوان یک سردار در سپاه یکی از فرماندهان زیاری، نشان می‌دهد که محمد بن مسافر و وشمگیر با یکدیگر در صلح بوده‌اند.

### مأموریت بلسوار در میانه و عقب‌نشینی لشکری
شکری، بلسوار را بعنوان پیش‌قراول به میانه گسیل کرد تا عابران و تحرکات احتمالی دشمن را تحت نظر بگیرد. در این میان او قاصدی را که عازم ری بود دستگیر کرده و نامه‌هایی را که او از طرف سرداران لشکری برای وشمگیر می‌برد را ضبط کند. محتوای نامه عذرخواهی سرداران لشکری از وشمگیر بود و اینکه اگر وشمگیر حاکمی از طرف خود تعیین کند به او ملحق خواهند شد. وقتی لشکری از موضوع اطلاع پیدا کرد، سرداران خود را تنبیه نکرد؛ بلکه به آنها دربارهٔ توافق وشمگیر و دیسم خبر داد و پیشنهاد کرد تا با سپاه خود به ارمنیه (که فاقد حکومتی مقتدر بود) رفته، پس از غارت آن منطقه به موصل بگریزند. این پیشنهاد مورد قبول واقع شد بدین‌ترتیب به ارمنیه گریختند. آز آن طرف دیسم به معیت لشکری که وشمگیر در اختیارش گذاشته بود وارد آذربایجان شد. دو سپاه در ارمنیه با یکدیگر روبرو شدند که دیسم پیروز شد و لشکری بن مردی در منطقهٔ «زوزان» کشته شد. پس از کشته شدن لشکری بن مردی، پسرش «لشکرستان» فرماندهی باقیمانده سپاه را برعهده گرفت. لشکرستان که قدرت مقابله با دیسم را در سپاهش نمی‌دید، به موصل نزد ناصرالدوله حمدانی رفت و از او استمداد کرد. ناصرالدوله سپاهی را به فرماندهی حسین بن حمدان برای کمک به لشکرستان گسیل داشت ولی قوای مشترک آنها از دیسم شکست خورد و سپاهیان حمدانی مجبور به عقب‌نشینی شدند.

### پس از شکست لشکری بن مردی
پس از شکست لشکری، بلسوار به معیت ۵۰۰ نفر به بغداد نزد بجکم (امیرالامرای وقت) رفت. پس از مرگ بجکم در سال ۳۲۹، دیلمی‌های تحت امرش بلسوار را به جانشینی او برگزیدند؛ اما ترک‌های بجکم که از این واقعه ناراضی بودند، بلسوار را کشتند.